# Мари Шои
Мари Шои (мар. Марий Шой) — деревня в Куженерском районе Республики Марий Эл. Входит в состав Русскошойского сельского поселения.

## География
Находится в северо-восточной части республики Марий Эл на расстоянии приблизительно 16 км на юго-восток от районного центра посёлка Куженер.

## История
В 1859 году в деревне Мари-Шои было 40 дворов, проживало 167 мужчин, 172 женщины. В 1874 году она состояла из 90 русских и 6 марийских дворов, проживало 500 русских, 42 марийца. С 1920 по 1958 год деревня была разделена на Верхние Мари-Шои, Средние Мари-Шои и Нижние Мари-Шои. На 1 января 2005 года деревня Мари-Шои состояла из 116 дворов.

## Население
Население составляло 324 человека (мари 97 %) в 2002 году, 263 в 2010.